# Gisèle Ory
Gisèle Ory (Biel/Bienne, 30 april 1956) was een Zwitserse politica voor de Sociaaldemocratische Partij van Zwitserland (SP/PS) uit het kanton Neuchâtel.

## Biografie
Gisèle Ory was gemeenteraadslid van Chézard-Saint-Martin van juni 1996 tot juni 2000. Van juni 1999 tot 2000 was ze er burgemeester. Ze zetelde van mei 2001 tot november 2007 in de Grote Raad van Neuchâtel. Van juni 2001 tot juni 2002 was ze voorzitster van de kantonnale afdeling van haar partij. Ze zetelde in de Kantonsraad van 1 december 2003 tot 20 september 2009. Vervolgens was ze van 2009 tot 2013 lid van de Staatsraad van Neuchâtel.